# امینس، کوئینزلند
امینس، کوئینزلند (به لاتین: Amiens, Queensland) یک منطقهٔ مسکونی در استرالیا است که در کوئینزلند واقع شده‌است.

## خصوصیات
امینس ۴۳۵ نفر جمعیت دارد.